# バレーボールの用語一覧
バレーボールの用語一覧（ばれーぼーるのようごいちらん）は、主に6人制のバレーボール用語をまとめた一覧である。すでに記事になっている事項についてはリンク先を参照のこと。
| 目次 | 目次 | 目次 | 目次 | 目次 | 目次 | 目次 | 目次 | 目次 | 目次 | 目次 |
| ---- | ---- | ---- | ---- | ---- | ---- | ---- | ---- | ---- | ---- | ---- |
| ア   | イ   | ウ   | エ   | オ   |      | ハ   | ヒ   | フ   | ヘ   | ホ   |
| カ   | キ   | ク   | ケ   | コ   |      | マ   | ミ   | ム   | メ   | モ   |
| サ   | シ   | ス   | セ   | ソ   |      | ヤ   |      | ユ   |      | ヨ   |
| タ   | チ   | ツ   | テ   | ト   |      | ラ   | リ   | ル   | レ   | ロ   |
| ナ   | ニ   | ヌ   | ネ   | ノ   |      | ワ   |      | ヲ   |      | ン   |

## ア

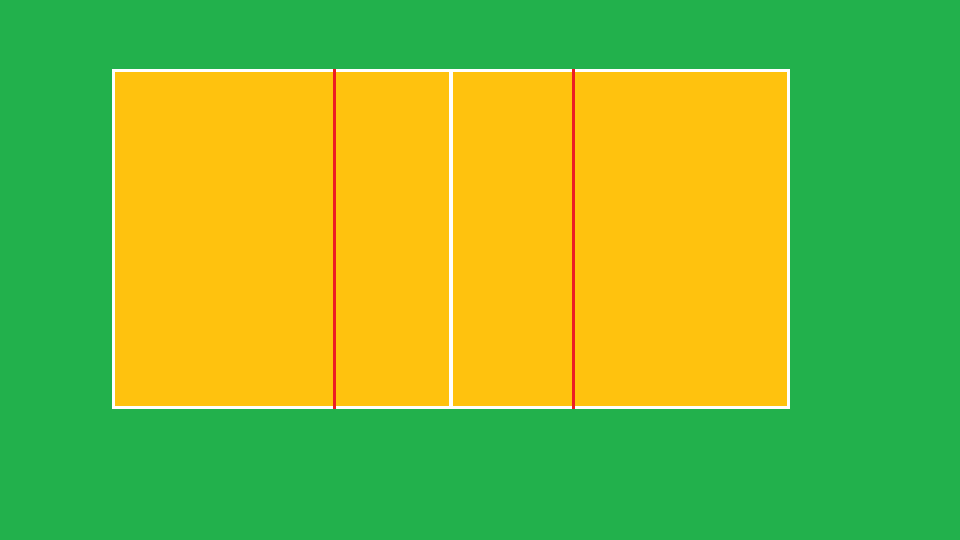
赤色の線がアタック・ライン

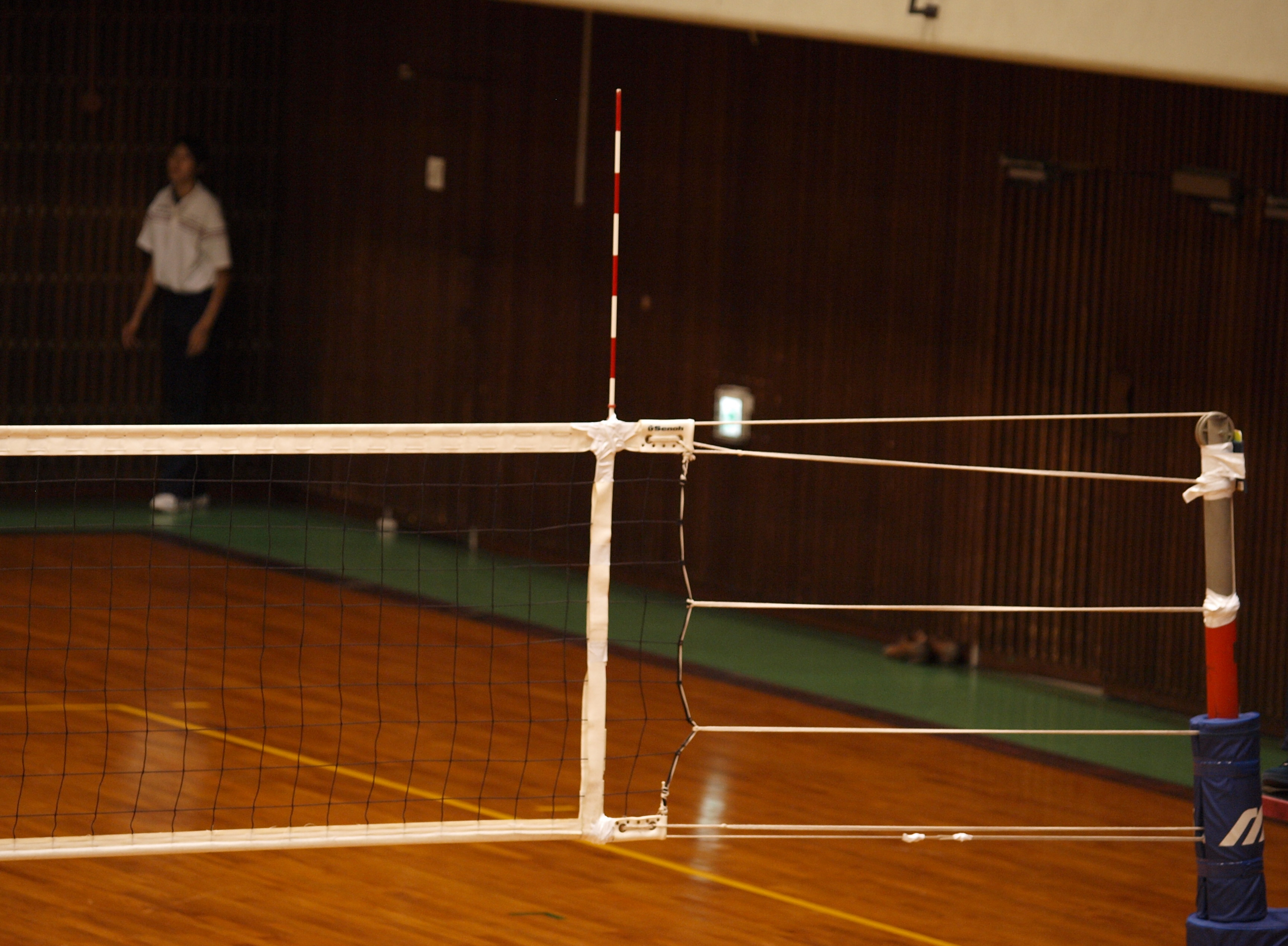
サイドバンドとアンテナ

アウト・オブ・ポジション
ポジショナル・フォールトの旧称。
アウトサイドヒッター
主にレフトからアタック・ヒットするプレーヤー。
アシスタント・スコアラー
記事「審判員 (バレーボール)#アシスタント・スコアラー」を参照。
アシステッド・ヒット
プレーヤーが味方の他プレーヤーや外部の構造物などの助けを借りてボールをプレイした場合にフォールトとなる。
アタッカー
アタック・ヒットを試みるプレーヤーのこと。
アタック決定率
次の数式で計算される統計数字。V・プレミアリーグでは1シーズン通算で最も高い数字を記録したプレーヤーにアタック賞を授けている。女子の1シーズン歴代1位は荒木絵里香の54.69%。
- アタック決定率（%） = アタック決定本数 / アタック打数 　×100

アタック効果率
次の数式で計算される統計数字。Vリーグでは被ブロック数をカウントしていないため数字が算出できない。
- アタック効果率（%） = （アタック決定本数 - 被ブロック数 - アタックミス本数） / アタック打数 　×100

アタック・ヒット（アタック）
サーブを除いた、相手チームへの攻撃の総称。一般的にはスパイクを指すことが多い。厳密にはネットより高い位置から相手コートにボールを送ることを狭義とする。
アタックライン
センターラインから3m離れたところに平行に引かれた幅5cmの線。
アナリスト
ゲーム分析を行うスタッフ。
アンダーハンドサーブ
肩より下で打つサーブ。
アンダーハンドパス
両手を組み手首付近でボールを弾く動作。
アンテナ
グラスファイバー製の長さ1.8m、直径1cmの棒。サイド・バンドの外側に接してネットに取り付けられる。アンテナの上部80cmは10cmごとに赤白のゼブラ状に塗り分けられている。ネットの一部と見なされ、プレーヤが接触するとタッチネットとなる。またボールが接触したり、外側を通過するとアウトボールとなる。

## イ
イエローカード
主審から単独でイエローカードを示された場合、警告となる。これ自体は罰則ではないが、次からは罰則になることを示している。これは記録用紙に記録されるが、直ちに罰則を受けることはない。
主審からイエローカードとレッドカードを同時に示された場合、退場となりそのセットは出場できない。
主審からイエローカードとレッドカードを別々に示された場合、失格となりその試合は出場できない。
移動攻撃
アタッカーが移動しながらアタックする攻撃のこと。代表的な例はブロード攻撃。
インナー・スパイク
クロススパイクよりさらに角度のないスパイク。アタックラインよりネット側に落ちるものをいう。
イン・プレー
サーバーがサーブを打ってからボールデッドになるまで。

## ウ
ウィングスパイカー
ローテーションによりレフトまたはライトからアタック・ヒットするプレーヤー。アウトサイドヒッターの旧称。
ウォームアップエリア
コート内にいないプレーヤーが待機しているエリア。

## エ

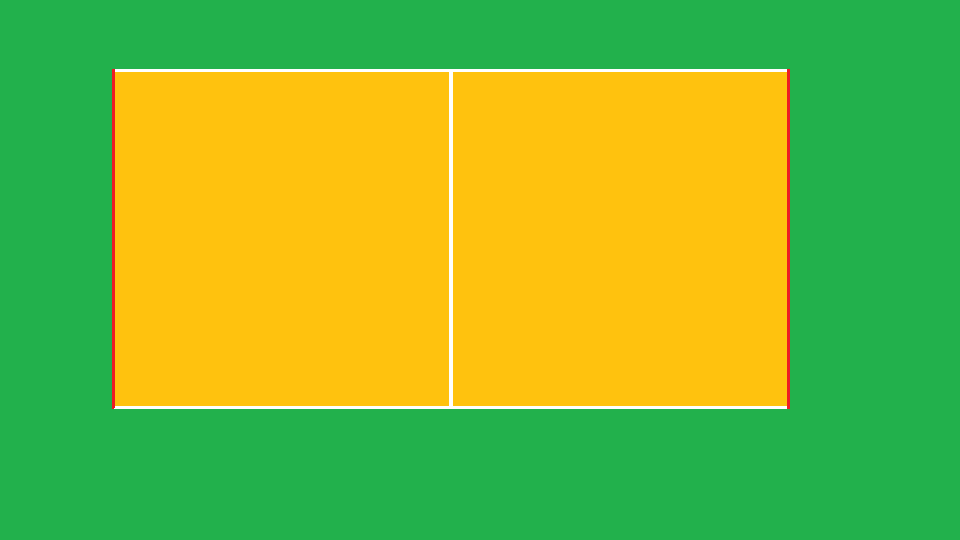
赤色の線がエンド・ライン

エンド・ライン
長方形コートの短辺方向、長さ9m、幅5cmの線。

## オ
オーダー
スターティングメンバー6人の配列。フロント・オーダー（左からレフト・センター・ライト）とバック・オーダー（右からレフト・センター・ライト）がある。チームの戦術によりいずれかを選択する。
おとり
相手ブロックを惑わせるために、実際にボールを打つアタッカー以外のプレーヤーが助走やジャンプすること。またはそのプレーヤーを指す。
オーバータイムス
フォア・ヒットの旧称。
オーバーネット
体の一部がネット上部を越えて相手陣に入ること。オーバーネットして相手チームプレーヤーのプレーを邪魔したり（インターフェア）、相手陣にあるボールに触れるとフォールトになる。ただし明確に自陣に来るとわかったボールをオーバーネットしてブロックすることはフォールトとはならない。
オーバーハンドサーブ
トスしたボールを肩より高い位置で打つサーブ。
オーバーハンドパス
両手指を用いて、頭上でボールを弾く動作。
オフスピード・ショット
ゆっくりとしたスピードのボールを打つアタック・ヒットのこと。
オープン攻撃
（主に両サイドの）前衛アタッカーに向かって十分に高い軌道のセットを上げ、時間的余裕を持たせて打たせるアタック。マーカーがなかった時代に、サイド・ラインの外側のオープンスペースから打つことができたのが由来とされる。
オープントス
記事「トス#オープントス」を参照。
オポジット
記事「オポジット」を参照。
- 広義では「対角」のこと。例としてはレフト対角。
- 狭義では「セッター対角」にあたるポジション名で旧称はライト・プレーヤー。レセプションを担うユニバーサルと、レセプションから外れて攻撃専門のスーパーエースに分類される。

お見合い
ラリー中に、味方プレーヤーが譲り合って、ボールを自陣内に落とすこと。

## カ
回転レシーブ
バレーボールのレシーブ技術の一つ。肩から前に倒れながらボールを受け，身体を1回転させて立つ。レシーブ後の体勢をすばやく整えるのに有利。大松博文監督率いる日紡貝塚チームが始めたもので，1964年東京オリンピック競技大会で全日本代表チームもこれを採用して優勝，以後世界的に普及した。
勝ち点制
リーグ戦方式の大会においてセットスコアにより勝ち点を与える方式。勝利数よりも勝ち点を上位として順位決定する大会がある。記事「勝ち点」も参照のこと。
カンチャン
麻雀ゲームの用語（連続する数字の間の牌がない状態）から転嫁した俗称。2名以上のプレーヤーでブロックした場合、ブロックの隙間が空いている状態のこと。
監督（ヘッドコーチ）
チームで技術指導を行う最高責任者。欧米ではヘッドコーチと呼ばれる。試合中は、タイムアウト要求やサブスティテューション要求の権限を持つが、判定内容について質問することは許可されていない。

## キ
逆足
右利き（右手でスパイクを打つ）選手が、助走の最後を右足で踏み切ること（左利きの場合は左足）。
キャッチ
レセプションの俗称。
キャッチ・ボール
プレーヤーがボールをつかんだり、投げたりした場合のフォールト。旧称、ホールディングまたはヘルドボール。
キャプテン
チームを代表するプレーヤー。チームキャプテンとゲームキャプテンの項を参照。
競技者交代
サブスティテューションの項を参照。
キル・ブロック
ブロックでシャットアウトを狙う手の出し方のテクニック。
記録員
記事「審判員 (バレーボール)#記録員」を参照。

## ク
クイック攻撃
セット・アップからボール・ヒットまでの経過時間が短いアタック。前衛アタッカーがセッター位置に近接するスロットから繰り出すファースト・テンポがほぼそれに相当する。テンポが、どうやってアタックを繰り出すかの「コンセプト」で定義されるのに対し、「経過時間」で定義される概念である。
クイック・サブスティテューション
交代するプレーヤーがサブスティテューション・ゾーンに入ることで、交代要求したものと見なすシステム。
クイックトス
記事「トス#クイックトス」を参照。
クロス・スパイク
ボールがコートを斜めに横切るスパイク。
グリーンカード
例として、選手による「ブロックタッチの申告」。その際、当該選手にファーストレフリー(主審)よりグリーンカードが提示される。

## ケ
警告
遅延行為や軽度の不法な行為に対して、主審がゲーム・キャプテンに与える注意のこと。警告の対象は個人ではなくチーム全体である。
ゲス・ブロック
セットが上がる前に、推測で判断するブロックの飛び方。
ゲーム・キャプテン
コートでプレーしているプレーヤーの代表。チーム・キャプテンがコート内にいる場合は自動的にゲーム・キャプテンとなるが、コート外にいる場合は、他者がゲーム・キャプテンとなる。ゲーム・キャプテンは判定の内容について主審に質問することができ、監督不在の場合、タイムアウトや競技者交代の要求をすることができる。リベロ・プレーヤーはゲーム・キャプテンになれない。

## コ

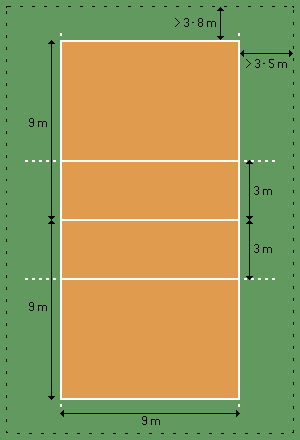
コート

コイントス
試合開始前に主審・副審と両チームのチームキャプテンによって行われ、コイントスに勝ったチームキャプテンは
- （1） サーブを先に打つ
- （2） 先に使用するコートを選ぶ

を選択できる。コイントスに負けたチームキャプテンは残りを選択する。（2）を選択すると最初にレセプションからアタック・ヒットができる。
5セットマッチの場合、第5セットに入る前に再度コイントスを行い上記(1)(2)を選択する。
公式ウォームアップ
プロトコルで定められた公式練習のこと。5セットマッチでは10分間（相手チームと同時に行う場合）または1チーム5分間（チーム単独で行う場合）、3セットマッチでは6分間（相手チームと同時に行う場合）または1チーム3分間（チーム単独で行う場合）。チーム単独で行う場合、予めコイントスでサーブを先に打つと決まったチームから公式ウォームアップを行う。
コーチ
チームで技術指導などを担当するスタッフ。英語ではアシスタント・コーチ。試合中に監督が不在となった場合、ゲーム・キャプテンが要求し主審の許可により、その代理を務めることができる。
コート
長さ9m×18mの長方形で材質は木製または弾性床材。中央にネットが張られ区切られている。コート外はフリー・ゾーンとなる。
コミット・ブロック
アタッカーの動きに合わせて反応するブロックの飛び方。
コンビ
コンビバレー（和製語）の略（英語ではConbination volleyball）。クイック攻撃や時間差攻撃（シンクロ攻撃も含むことも）などを指す。

## サ

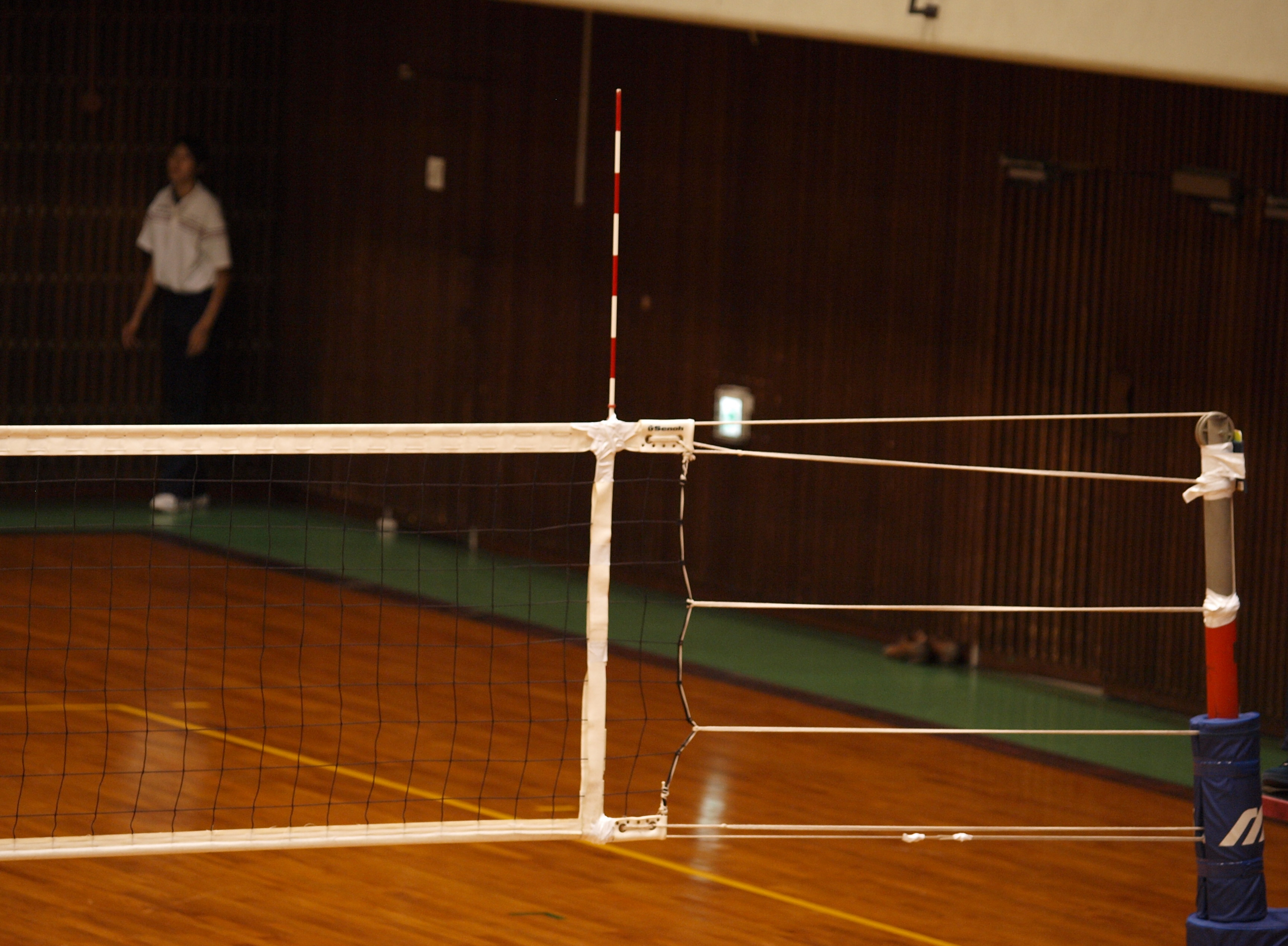
サイドバンドとアンテナ

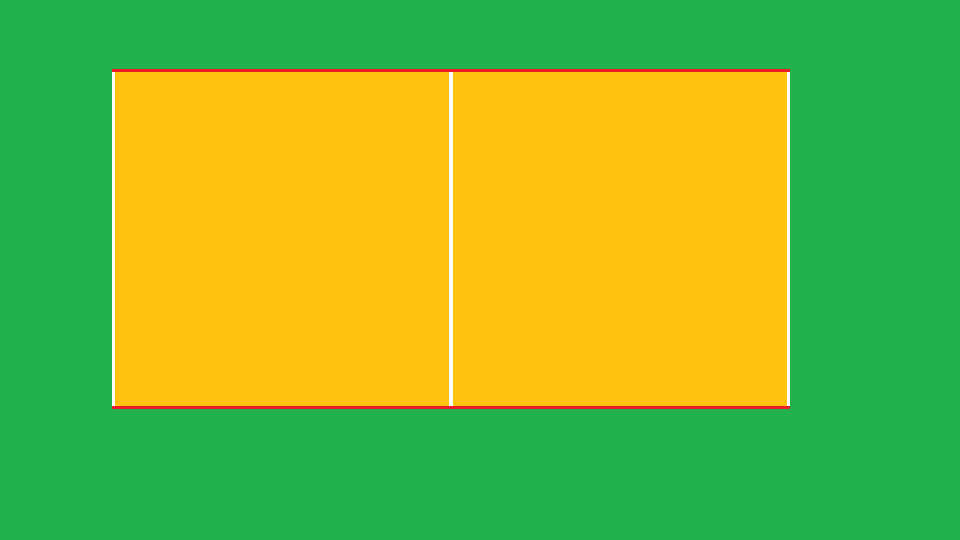
赤色の線がサイド・ライン

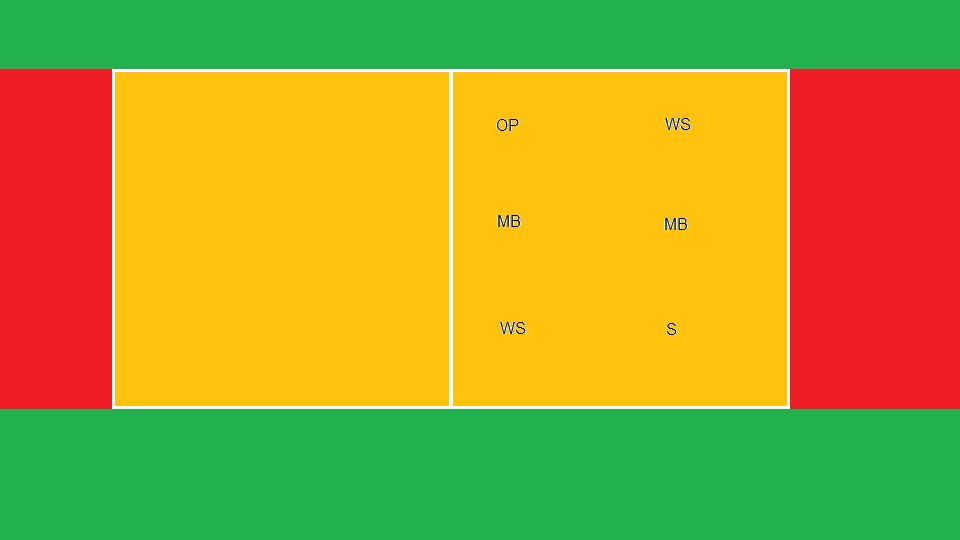
赤色の部分がサービス・ゾーン

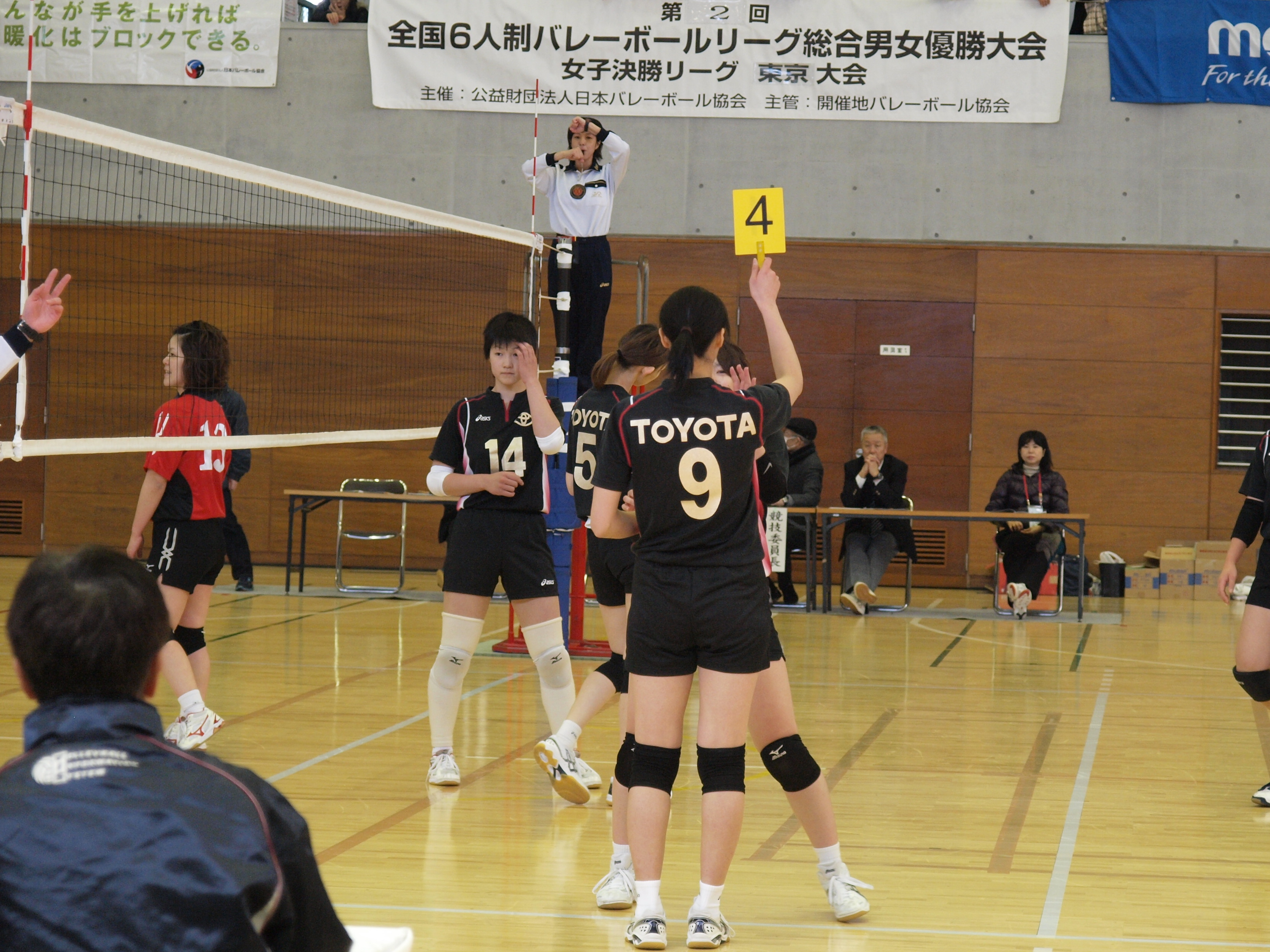
競技者交代とナンバー・パドル

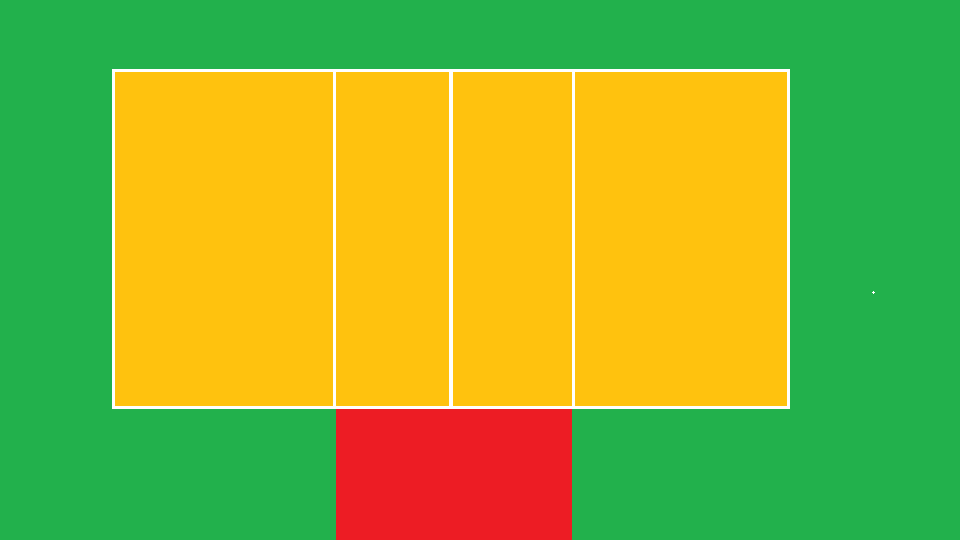
赤色の部分がサブスティテューション・ゾーン

サイドアウト
サーブ権を取ること。
サイドアウト制
サーブ権を持ったチームがラリーに勝った場合に得点できるシステム。現在はラリーポイント制となり、サイドアウト制は採用されていない。
サイド・バンド
ネットの左右両側、サイド・ラインの直上にあるバンド。外側に隣接してアンテナが設置される。
サイド・ハンド・サーブ
床面に平行にスィングして打つサーブ。
サイド・ライン
長方形コートの長辺方向の長さ18m、幅5cmの線。
サード・テンポ（テンポ３）
十分に高い軌道のセットを先に上げて、アタッカーが助走動作を行う時間的余裕を持たせて打たせるアタック。
サーバー
サーブしようとするプレーヤー。
サービス・オーダー
監督はオーダーとともにサーブ順を決定して、試合前に副審に提出する。副審は試合開始直前にこれを確認する。S1ローテかS6ローテで開始することが多い。
サービスエース
広義ではサーブで得点すること。狭義ではノータッチエースは除かれ、打ったサーブを相手プレーヤーが弾くなどして得点した場合を指す。
サービス・ゾーン
エンド・ライン後方及びサイド・ライン延長線で囲まれたエリア。サーバーがこのエリア外からサーブを打つとフォールトになる。
サーブ
主審の吹笛後、相手陣にボールを打ち込むプレーのこと。サーブはサービス・ゾーンから主審吹笛後8秒以内に、ボールを手から放し、手または腕の一部で打たなければならない。
サーブ効果率
次の数式で計算される統計数字。V・プレミアリーグでは1シーズン通算で最も高い数字を記録したプレーヤーにサーブ賞を授けている。女子の1シーズン歴代1位は張紫音の19.6%。2017年以前と以降で計算方法が異なる。
- 2017年以前
  - サーブ効果率（%）= （ノータッチエースの本数 + サービスエースの本数 * 0.8 + 相手のレセプションを乱した本数 * 0.25 ）/ サーブ打数 *100

- 2017/18Vプレミアリーグ以降
  - サーブ効果率（%） = （サービスエース ×100 + 効果 × 25 - サーブ失点 × 25 ）÷ 打数

サブスティテューション
競技者交代のこと。1セットにつき、6回の交代が認められている。またプレーヤー1→プレーヤー2→プレーヤー1のような交代も認められている。この場合、交代は2回とカウントされる。しかし、プレーヤー1→プレーヤー2→プレーヤー3のような交代は認められない。以前は監督のハンドシグナルにより交代要求がなされたが、スピードアップを図るため2010年ルール改正で、交代プレーヤーがサブスティテューション・ゾーンに入ることにより自動的に交代要求したものとみなされるようになった。
サブスティテューション・ゾーン
図に示すエリアがサブスティテューション・ゾーンである。
サーブレシーブ
レセプションの項を参照。
サーブレシーブ成功率
次の数式で計算される統計数字。V・プレミアリーグでは1シーズン通算で最も高い数字を記録したプレーヤーにサーブレシーブ賞を授けている。女子の1シーズン歴代1位は大懸郁久美の87.44%。2017年以前と以降で計算方法が異なる。
- 2017年以前
  - サーブレシーブ成功率（%）= レセプション成功本数（Aパス本数 + Bパス本数）/ レセプション受け数 * 100

- 2017/18Vプレミアリーグ以降
  - サーブレシーブ成功率（%） = （Aパス × 100 + Bパス × 50）÷ 受け数

三段攻撃
許されている3回のボールコンタクトのうち、3回目で攻撃すること。
三枚ブロック
前衛の三人で相手のスパイクをブロックすること。ブロックは強力になるが、ディグするプレーヤーが少なくなるため、フェイントでアタックされると脆い側面がある。

## シ

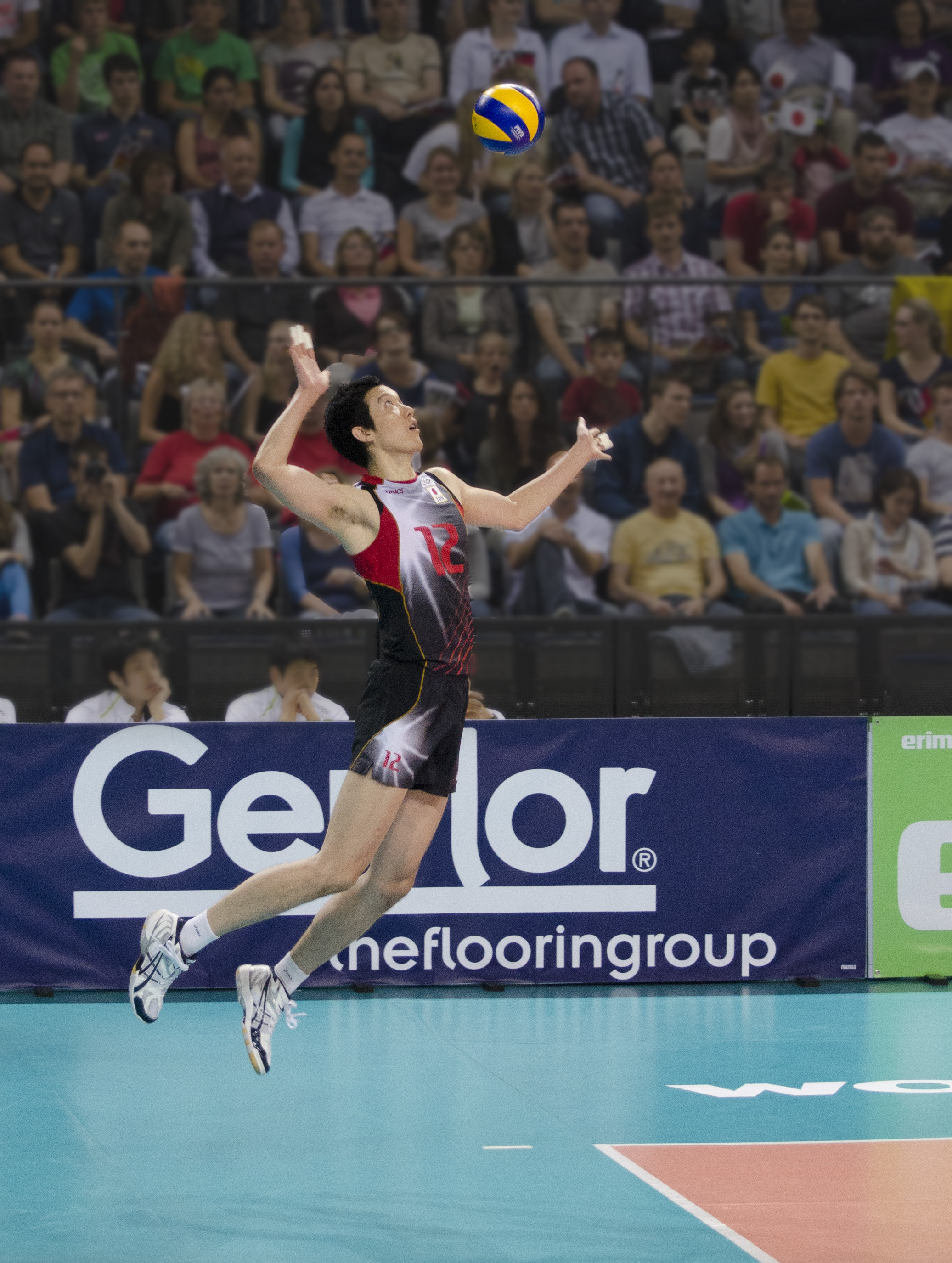

時間差攻撃
クイック・アタッカーをおとりにして、もう1人のアタッカーがセカンド・テンポで行う攻撃。
支柱
ネットを張るための柱（ポール）。サイドラインから1mの場所に立て、プレーヤーへの安全対策のため、周囲を保護材で覆う。国際大会などでは企業名などの小さな広告が貼られたり印刷される場合もある。
失格
罰則の一種。主審からイエローカードとレッドカードが示され、以降のその試合には出場できない。
シャット・アウト
ブロックで相手陣にボールを落とし、ポイントすること。
ジャンピングフローターサーブ
フローターサーブに助走とジャンプを加え、空中で打つようにしたサーブ。
ジャンプサーブ
空中にジャンプしながら行うサーブのこと。主にスパイクサーブとジャンピングフローターサーブがある。
ジャンプトス
記事「トス#ジャンプトス」を参照。
主審
記事「審判員 (バレーボール)#主審」を参照。
ジュリー
大会運営責任者。Vリーグでは、判定内容の説明を試合場内に説明する場合がある。
助走
アタッカーがジャンプする前に走ること。
シンクロ攻撃
攻撃陣が同じスピードで前後左右に入り乱れて撹乱させる攻撃のこと。
審判
記事「審判員 (バレーボール)」を参照。

## ス
吸い込み
ブロックした際、ボールがブロッカーとネット間に入り込むこと。
スイッチ
複数のブロッカーが通常のブロックポジションと替わること。ブロック・チェンジとも言う。
スウィング
ボールを打つために腕をふること。
スカウティングエリア
統計席。コート外の近くにあり、アナリストなどが座っている。
スクリーン
ブロッカーが影となり、サーブの打ち出しが見えない状態のこと。サーバーはスクリーン外へサーブを打たないとフォールトになる。
スタッフ
ベンチ入りする人でプレーヤー以外の人。大会により異なるが、部長、監督、コーチ、マネージャー、トレーナー、通訳などが該当する。
スターティング・ライン・アップ
各セットのスターティングメンバー6人とリベロのこと。
ストレート・スパイク
ボールがサイド・ラインと平行に打たれたスパイク。
スパイカー
スパイクを試みるプレーヤーのこと。
スパイク
ジャンプして打ち込む攻撃のこと。
スパイクサーブ
スパイク動作で打つサーブ。
スパイクレシーブ
相手チームのプレーヤーが打ったアタック・ヒットをレシーブすること。ディグとも呼ばれる。
スーパーエース
オポジットの項を参照。
スピン・サーブ
一方向にスピンをかけて打つサーブ。
スプレッド・シフト
ブロッカーが広がってブロックに備える配置のこと。
スライディングレシーブ
ダイビングレシーブ。
スロット
ネットに平行な水平座標軸を設定して１ｍ刻みにコートを９分割し、数字や記号を用いて呼称するコート上の空間位置。主として、アタッカーがボール・ヒットする位置を呼称するのに用いられる。

## セ

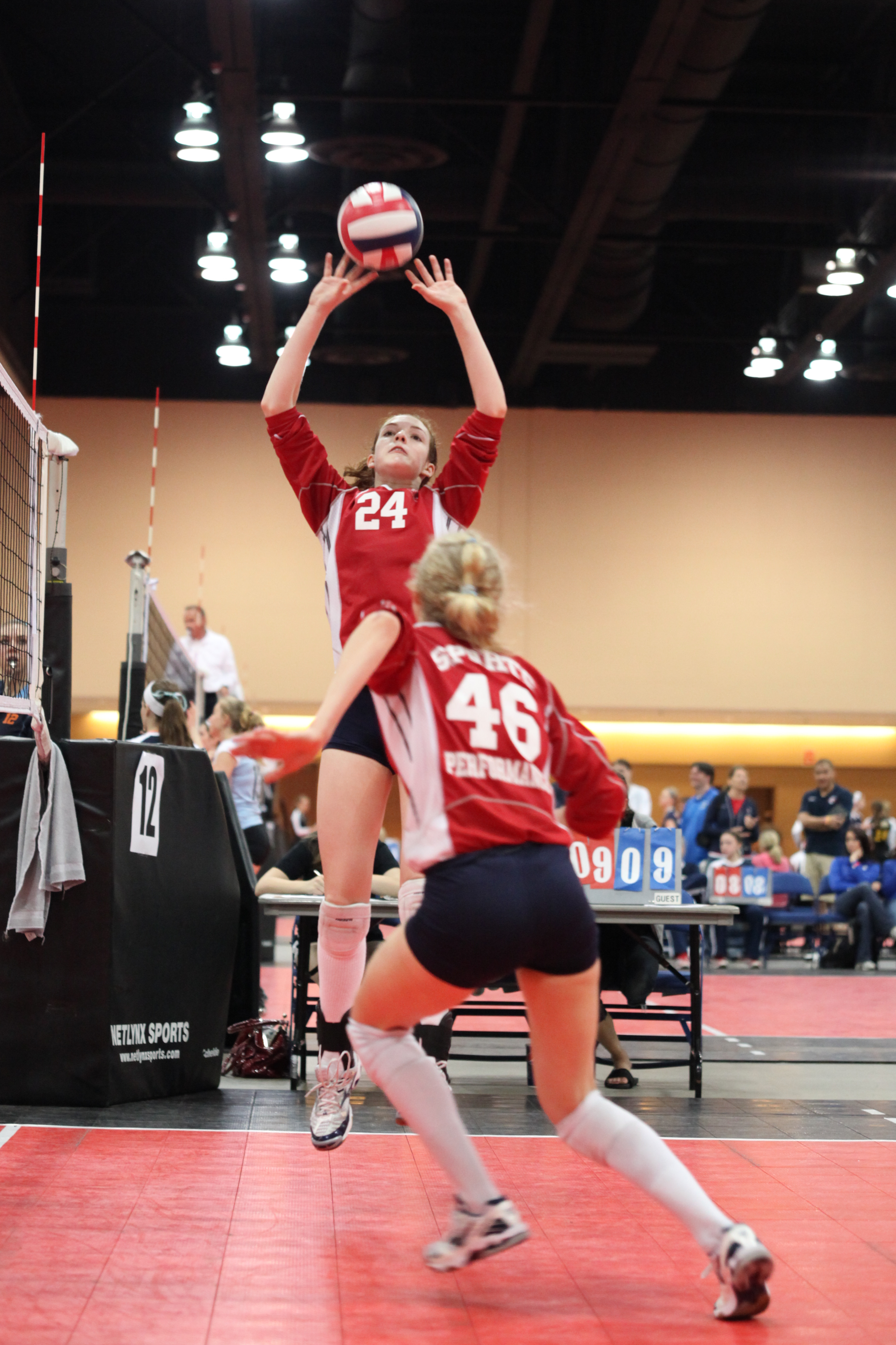
セット

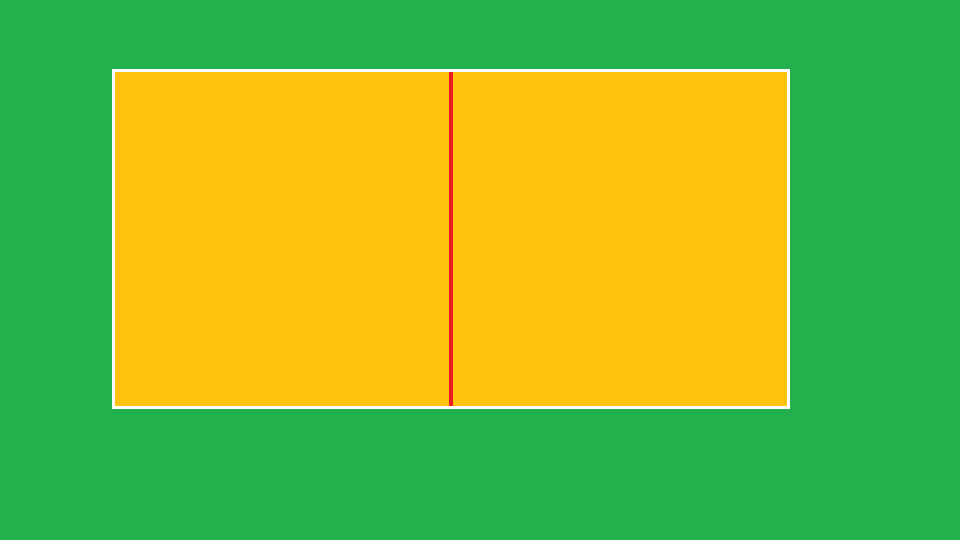
赤色の線がセンター・ライン

セカンド・テンポ（テンポ２）
セット軌道に合わせてアタッカーが助走することで繰り出すアタック。
セカンドレフリー
副審のこと。記事「審判員 (バレーボール)#副審」を参照。
セッター
主にセット（トス）するプレーヤー。
セット
バレーボールの試合における勝敗の最小単位。セットごとに勝敗を決めて2セット先取したほうが試合の勝者（3セットマッチの場合）または3セット先取したほうが試合の勝者（5セットマッチの場合）と決める。1セットは25点制で25点先取したほうが、そのセットの勝者となる。ただし24-24になった場合は、いずれかのチームが2点差をつけるまでラリーを繰り返す。5セットマッチの5セット目は15点制になる。この場合14-14になると、いずれかのチームが2点差をつけるまでラリーを繰り返す。セットとセット間は3分間である。
セット（トス）
セッターがスパイカーに打ちやすいボールを上げるパスのこと。トスとも言う。詳細はトスを参照。
セットアップ
セットすること。またその動作。
セット率
次の数式で計算される統計数字。リーグ戦形式の大会で順位を決定する際、勝敗数が同じなら2番目の比較項目でどちらを上位を決定するかという考えにより考案された。現在ではセット率ではなく、得点率で比較する大会がある。
- セット率 = 得セットの総合計 / 失セットの総合計

セミクイックトス
記事「トス#セミクイックトス」を参照。
線審
記事「審判員 (バレーボール)#線審」を参照。
センター
エンドラインから見てネット中央のエリアのこと。
センター・プレーヤー
ミドルブロッカーの旧称
センターライン
ネット真下にある幅5cmの白線。これを踏み越しして足が相手陣に入るとペネトレーション・フォールトになる。

## ソ
ソフト・ブロック
ワンタッチを狙ってブロックする時の手の出し方のテクニック。

## タ

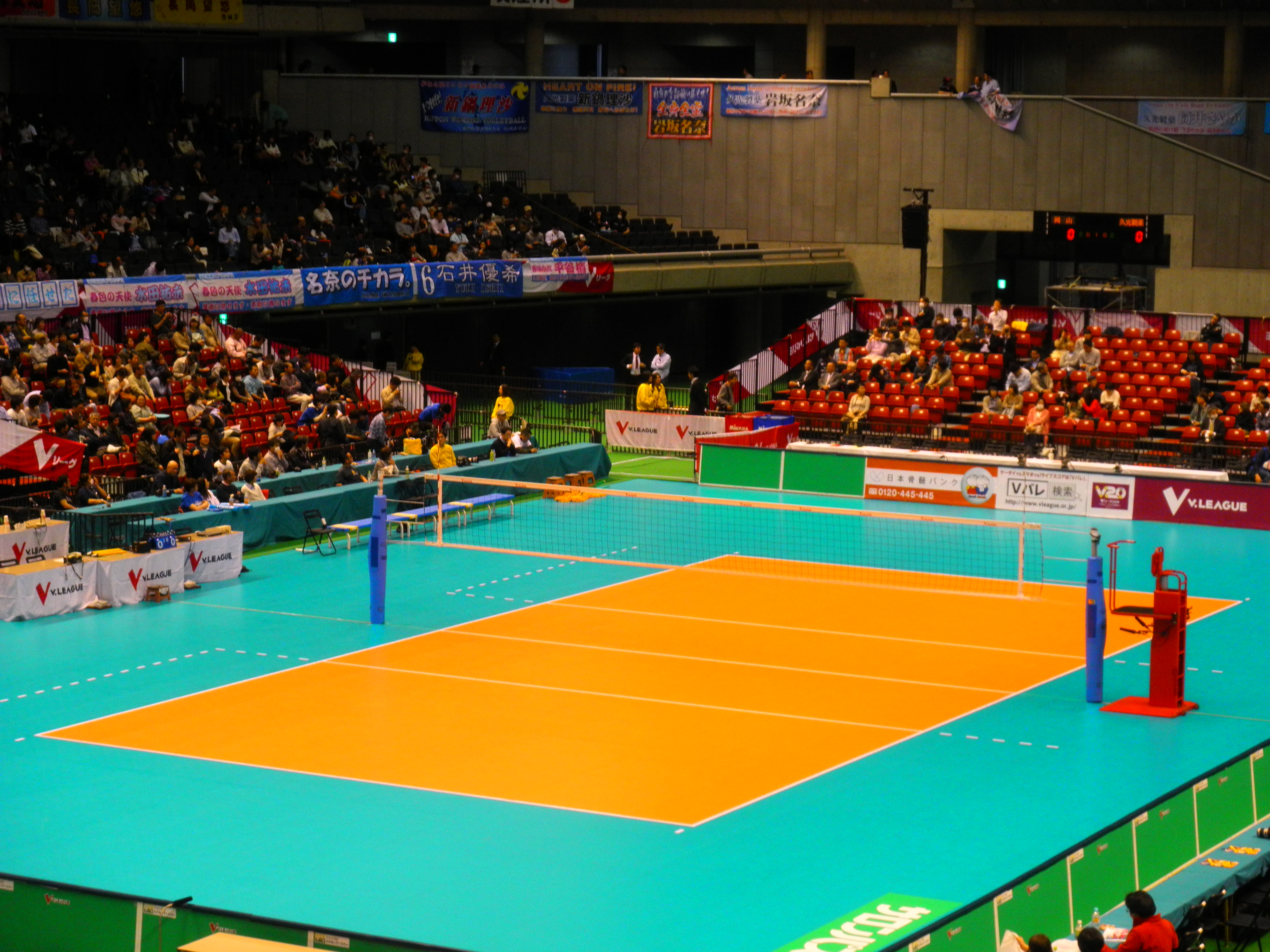
タラフレックスコート

滞空時間
踏み切りから着地までの時間。
退場
罰則の一種。主審からレッドカードが示され、そのセットは出場できない。

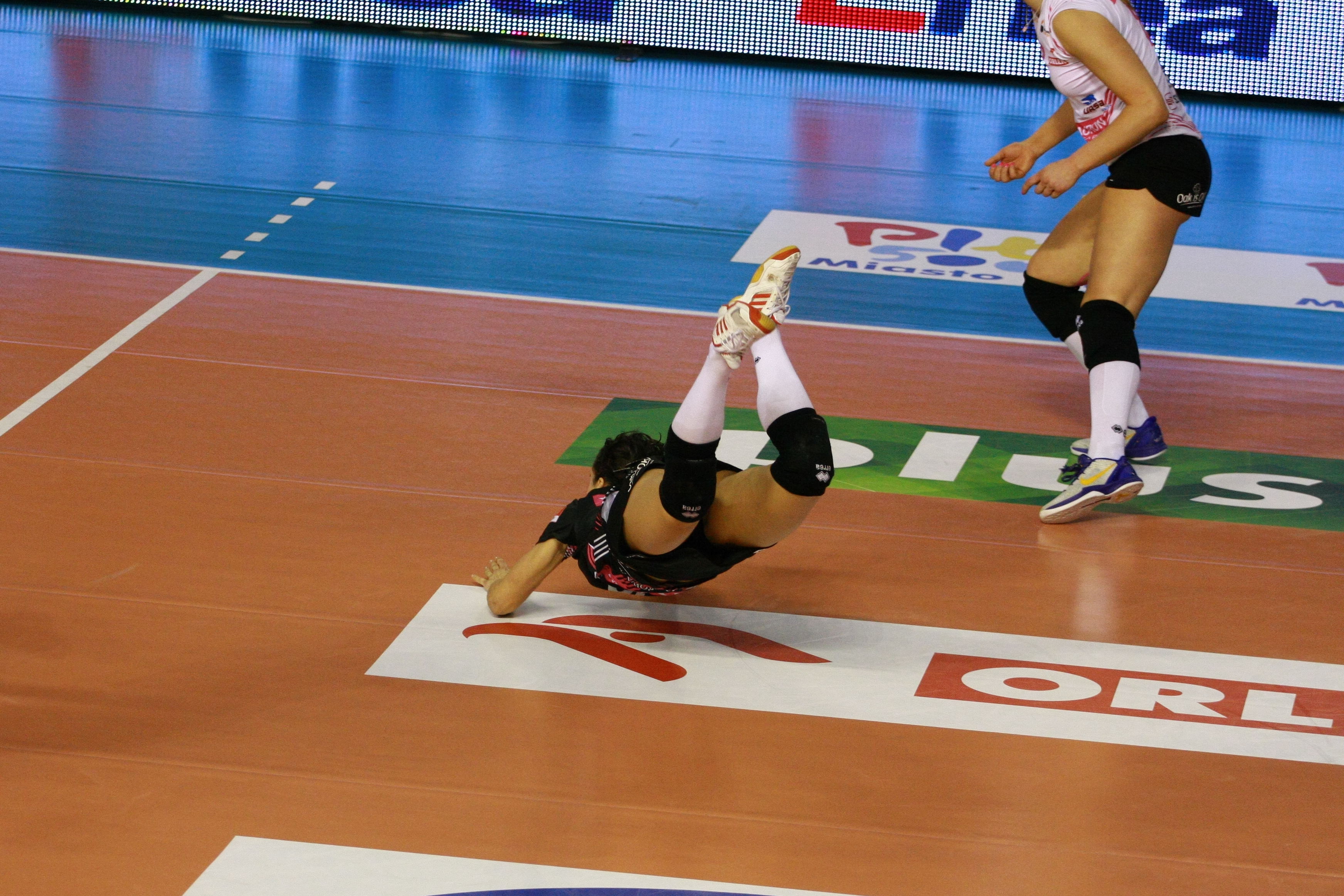
ダイビングレシーブ
ダイビングのように体や腕を伸ばして遠い位置のボールをレシーブすること。
タイムアウト
監督の要求により、各セット2回取ることが出来る休憩時間。時間は30秒。通常は監督が戦術に関する指示を与える時間となる。
ダイレクト・アタック
相手コートからネット上部を越えてきたボールを1回目で行うアタック・ヒット。アタックするよりもブロック姿勢で行うダイレクト処理のほうが狙いを定めやすい。
タッチネット
ネットタッチの項を参照。
ダブル・クイック
2人のアタッカーがクイック攻撃に入ること。実際にアタック・ヒットするのはそのうちの1人。
ダブル・コンタクト
一人のプレーヤーが連続してボールに触れた場合にとられるフォールトの一種。両手のタイミングがあわずにオーバーハンドパスした際にもダブル・コンタクトと判定されることがある（旧称、ドリブル）。1995年のルール改正で相手チームからきたボールのファースト・コンタクトが緩和され、ダブル・コンタクトは判定されないようになった。
タラフレックスコート
木製ではなく弾性床材を使用したコート。フロントゾーンおよびバックゾーンが橙色、フリーゾーンが緑色に色分けされている。
ターン打ち
センター付近から体をターンさせて打つコースを変えるテクニック。

## チ
遅延行為
試合の進行を遅らせる行為のこと。1回目は警告、2度目は反則として扱われる。
チーム
試合会場においてはプレーヤー最大14人（大会により異なる）とスタッフからなる。
チーム・キャプテン
ベンチ入りするプレーヤーメンバーのひとりで、ユニフォームのゼッケンにアンダーラインマークをつける。チーム・キャプテンがコート内でプレーする時は自動的にゲーム・キャプテンとなる。リベロ・プレーヤーはチーム・キャプテンにはなれない。
着地
アタック・ヒットまたはブロック後、空中から床面に降りること。
チャンス・ボール
記事「チャンスボール」も参照。
相手陣からレシーブが容易な緩いボールが返ってくること。
チャレンジシステム
レフェリーの判定に対して不服がある場合、監督がビデオによる再判定を求めるシステム。1セットに2回まで判定を求めることができる。判定が覆った場合には回数は減らない。2013年のバレーボールワールドグランプリから試行導入され、2014年の世界選手権から正式導入された。

## ツ
ツーアタック
主にセッターがセットすると見せかけて、スパイクまたはフェイント攻撃すること。ツーアタックはセッターが前衛の時しか行えない。
ツーセッター
コート内6人のプレーヤーのうち、2人をセッターとする編成。キューバや日本の一部の高校生チームで採用している。セッターが対角に配置し、前衛ではオポジットとなり、後衛ではセッターを担当する。常に前衛3人のアタッカーが配置できるメリットがある。
ツーマーク
相手チームセッターのツーアタックを警戒して、味方ブロッカーがブロック準備をすること。

## テ
ディガー（Digger）
ディグを行うプレーヤーのこと。国際大会では「ベストディガー（Best Digger）」が表彰される大会がある。
ディグ（Dig）
相手陣からアタック・ヒットされたボールを受ける動作。Dig＝掘る動作に似ていることから。国際的にスパイクレシーブは一般的でなく、ディグという用語を使用する。
ディレイ・イン・サービス
主審のサーブ許可吹笛後に、8秒以内にサーブを打たなかった場合。通称、8秒ルール。
テクニカル・タイムアウト
FIVB公認試合などで、セット中に、8点および16点に先に到達した場合、強制的に入るタイムアウトのこと。時間は60秒間。5セットマッチの最終セットではテクニカル・タイムアウトは発生しない。
デディケート・シフト
3人のブロッカーが重点的にレフト側またはライト側に片寄る配置のこと。
テンポ
セット・アップを基準とした時間軸の中で、アタッカーの助走動作がどのタイミングで行われるかを呼称する区分方法。助走動作がセット・アップより前に行われるものをファースト・テンポ（テンポ１）、セット・アップと平行して行われるものをセカンド・テンポ（テンポ２）、セット・アップより後に行われるものをサード・テンポ（テンポ３）と呼ぶ。さらに、アタッカーの助走動作のタイミングをさらに細かく区分し、踏み切り動作のタイミングによって（広義の）ファースト・テンポ（テンポ１）をさらに２つに区分する考え方もあり、その場合、セット・アップより前に踏み切り動作を完了するものをマイナス・テンポ（テンポ０）、完了しないものを狭義のファースト・テンポ（テンポ１）と呼ぶ。

## ト
得点率
次の数式で計算される統計数字。リーグ戦形式の大会で順位を決定する際、勝敗数が同じなら2番目の比較項目でどちらを上位を決定するかという考えにより考案された。現在ではセット率ではなく、得点率で比較する大会がある。
- 得点率 = 得点の総合計 / 失点の総合計

トス
- セットのこと。記事「トス」を参照

- コイントスの項を参照。

トスフェイント
セッターがセットすると見せかけて、相手守備陣のスキをつきボールを相手コートに落とす攻撃。
ドライブサーブ
トップスピンをかけて打つサーブ。森田淳悟の打つサーブが有名。
ドリブル
ダブル・コンタクトの旧称。
トレーナー
フィジカル面の強化指導を担うフィジカルトレーナーと医療面を担うメディカルトレーナーがある。スタッフとして試合でベンチ入りできるトレーナーは1名でプレーヤー故障の際に手当などを行う。

## ナ

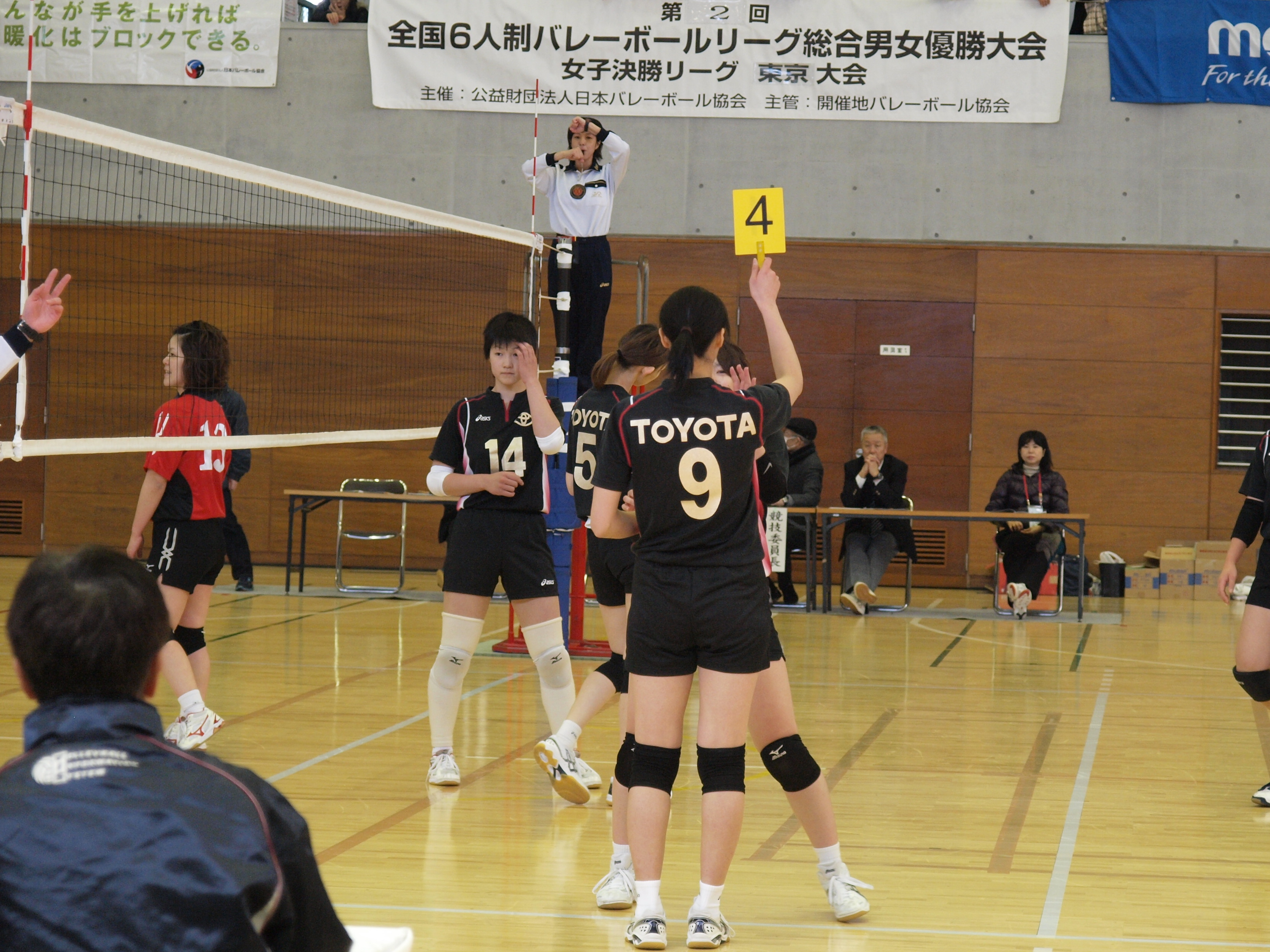
競技者交代とナンバー・パドル

ナンバー・パドル
サブスティテューションの際に、交代するプレーヤーが持つ柄のついた板。

## ニ
二段攻撃
許されている3回のボールコンタクトのうち、2回目に攻撃すること。セッターによるツーアタックが代表的。
二段トス
記事「トス#二段トス」を参照。
二枚替え
同時に2人のプレーヤーを交代させること。通常は、ローテーションがまわりセッターが前衛に来る時（＝オポジットがサーバーになる時）に、セッターの代わりにオポジットを、オポジットの代わりにセッターを交代させて、フォワードの攻撃力が落ちないようにサブスティテューションを行うこと。

## ネ
ネット
自陣と相手陣を空中で区切っているメッシュ状のもの。高さは男子2.43m、女子2.24m。幅は1m、長さ9.5-10.0mである。メッシュは10cm四方。
ネットイン
ネットに当たって、相手陣に入ること。
ネットイン・サーブ
サーブがネットに当たり、相手陣に入ること。
ネットタッチ
ネット上部の白帯またはアンテナに触れる行為でフォールトになる。

## ノ
ノータッチエース
サーバーが打ったサーブが相手プレーヤーに触れずにコート内に落ちて、サービスエースとなること。

## ハ

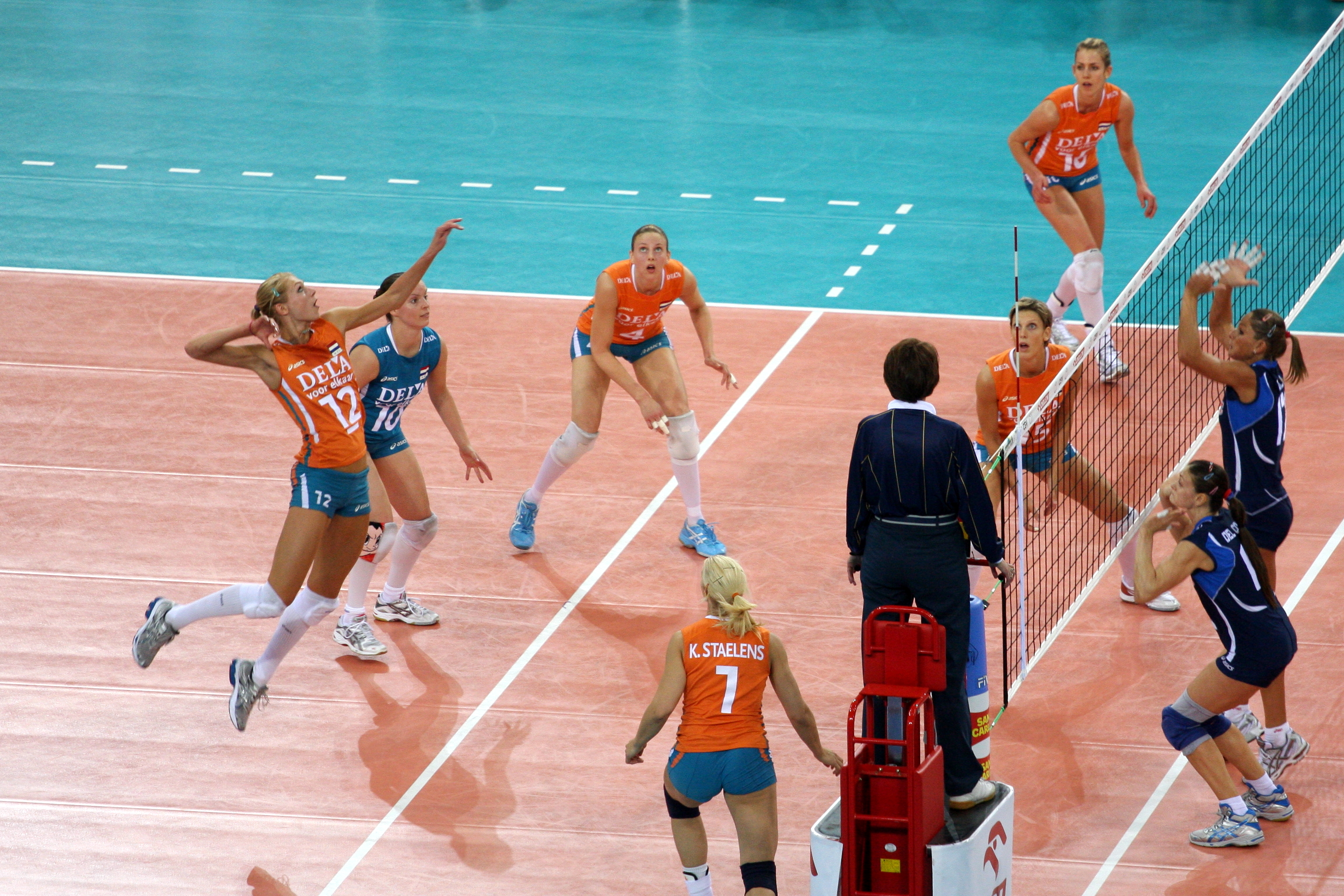
ライト側からのバックアタック

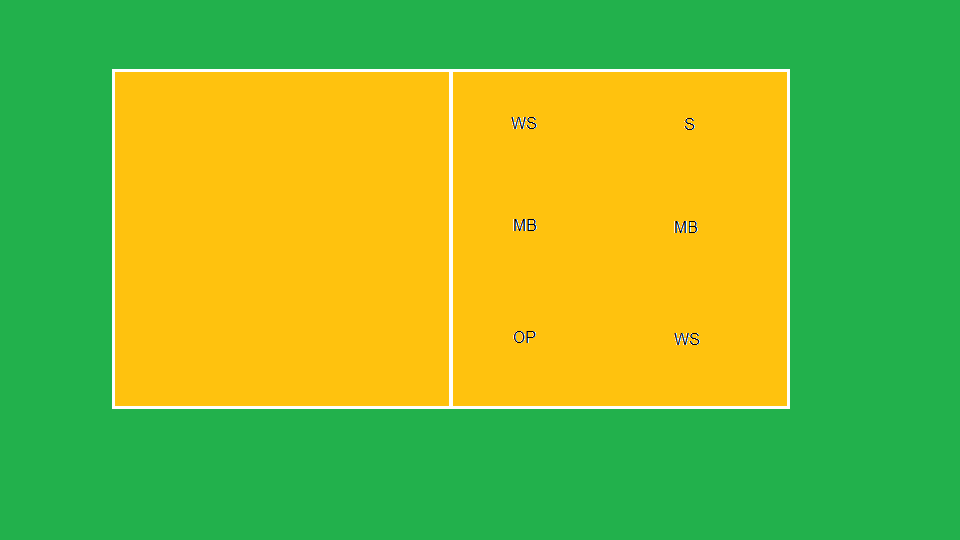
後衛で、左からレフト・センター・ライト（セッター）が並んでいる

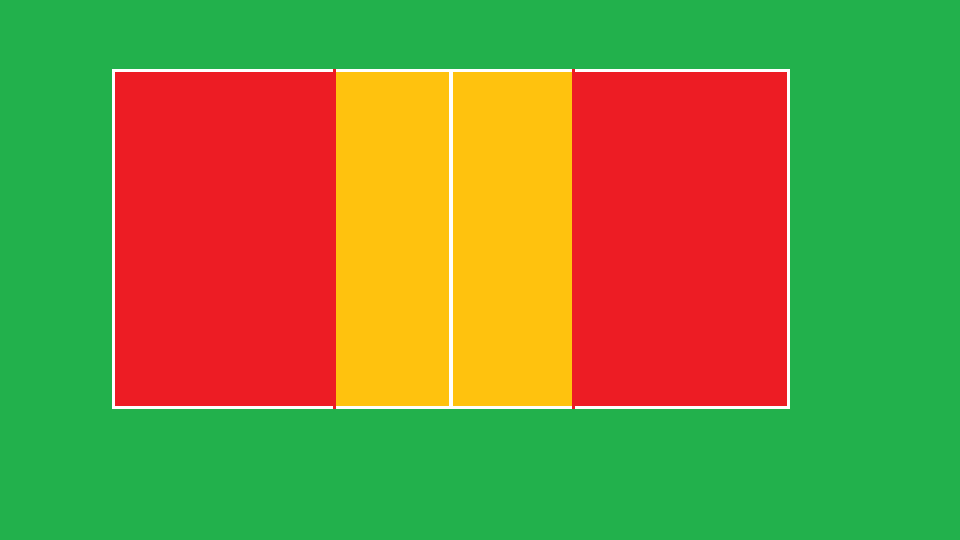
バックゾーン

パイプ攻撃
セッター位置に近接するスロットから打つセカンド・テンポのバック・アタック。
パス
味方のプレーヤーにボールを回す動作の総称。
パス・アタック
主に1本目または2本目で、相手チームの守備の穴をついてパスで攻撃すること。
バック・アタック
後衛のプレーヤーによるアタック・ヒットの総称。アタック・ラインの後方からジャンプ踏みきりを行わないとフォールトとなる。
戦術としては1976年のモントリオール五輪で金メダルを獲得したポーランド男子が確立させたという説がある。
バック・オーダー
下図のようなオーダー。後衛でレフト、センター、ライト（オポジット、セッター）が並ぶことからこの名がある。フロント・オーダーに比べて6ローテーションによる弱点が少ないとされる（S1ローテのみ）。
バック・ゾーン
アタック・ライン、サイド・ライン、エンド・ラインに囲まれたエリア。
バック・トス
記事「トス#バックトス」を参照。
バック・セミ
セミクイックをライト付近で行う攻撃
パッシング・ザ・センターライン
イン・プレー中にセンター・ラインを完全に踏み越してしまうフォールト。
罰則
役員、相手チーム、観客などに対する不法な行為に対し、主審はその程度に応じてそのチームやプレーヤー、スタッフなど個人に罰則を下すことができる。罰則の段階として、反則、退場、失格がある。遅延行為に対しても罰則が適用されることがある。
バランス・スマッシュ
天秤・風車のように伸ばしたままの腕を回転させて打つスパイク。
パンケーキ
片手で手の甲を使うレシーブ。
反則
- フォールトのこと。
- 罰則の一種。イエローカードが示され、相手チームにサイドアウトするとともに、1得点が与えられる。

判定員
記事「審判員 (バレーボール)#判定員」を参照。
バンチ・シフト
コート中央付近に3人のブロッカーがかたまる配置のこと。
バンチ・リード・ブロック
バンチ・シフトを敷いて、リード・ブロックを行うブロックシステム。
ハンドリング
主にセッター手によるボールの取り扱い。

## ヒ
(ブロックを)引く
ブロックアウト等を狙うアタッカーに対し故意にブロックする手を引くこと。
一人時間差攻撃
1人のアタッカーがファースト・テンポの助走で入り、セカンド・テンポで攻撃すること。森田淳悟が考案した。
ビック（bick）
セッター位置に近接するスロットから打つ（狭義の）ファースト・テンポのバック・アタック。
ピンチサーバー
リリーフサーバーの項を参照。

## フ

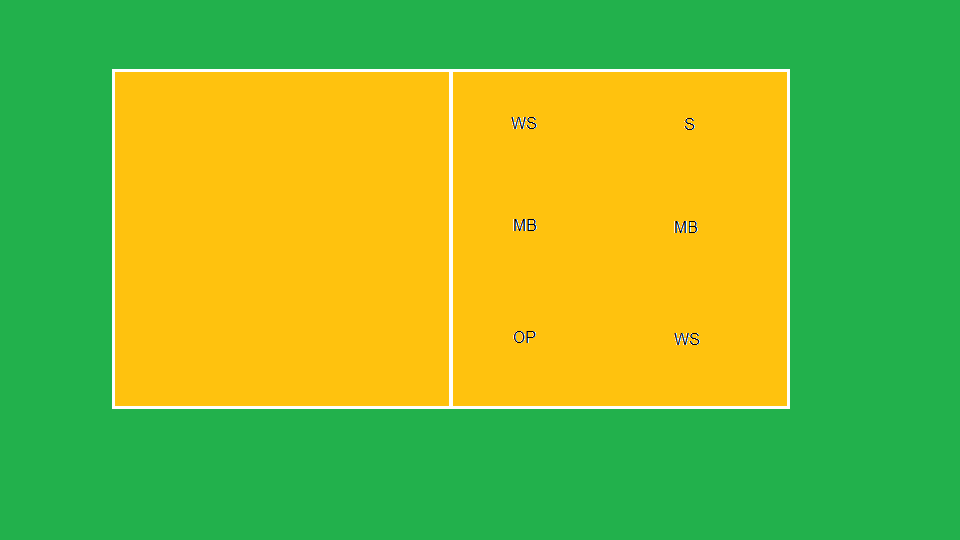
コート外の緑色の部分がフリー・ゾーン

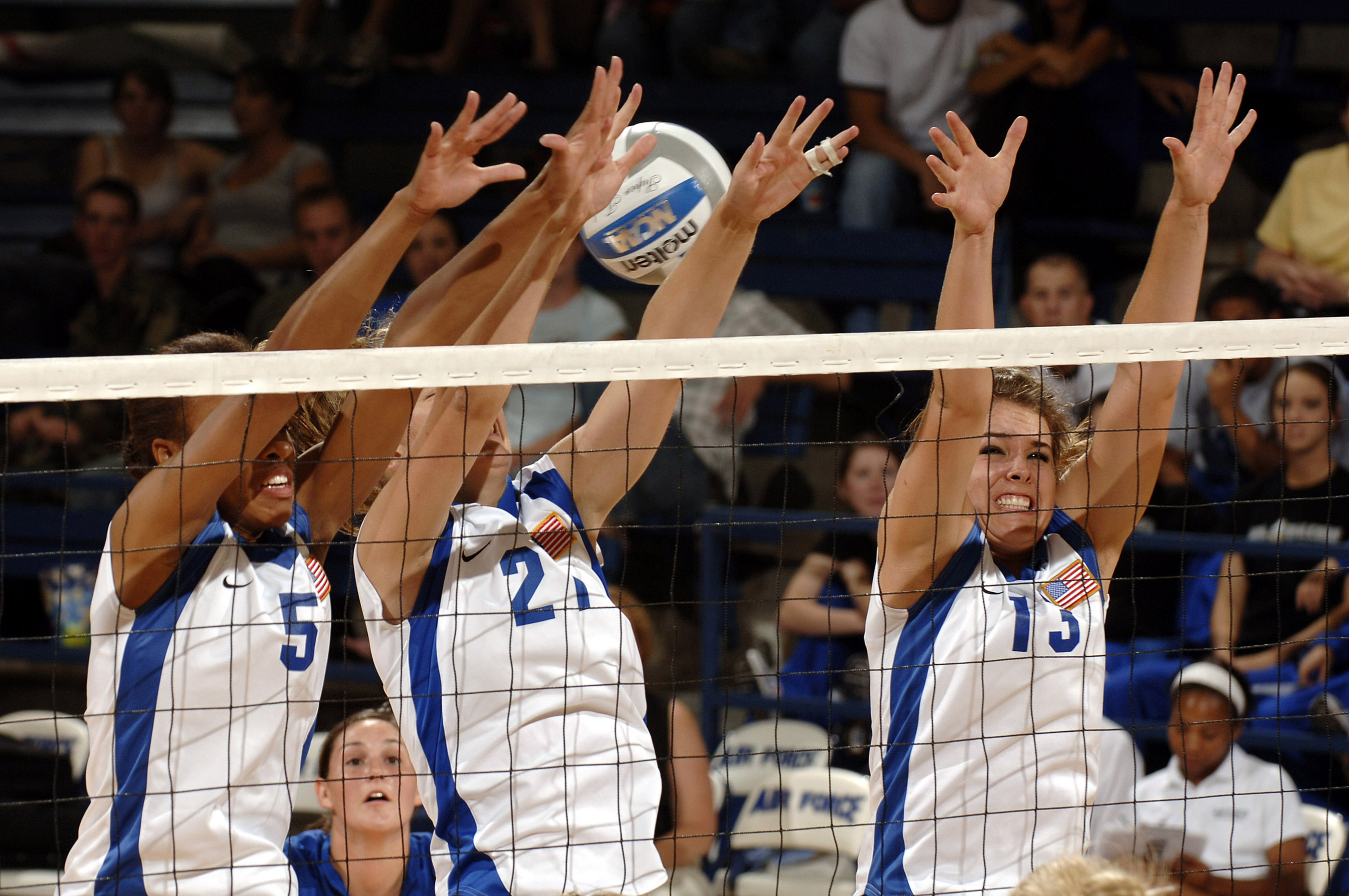
ブロック

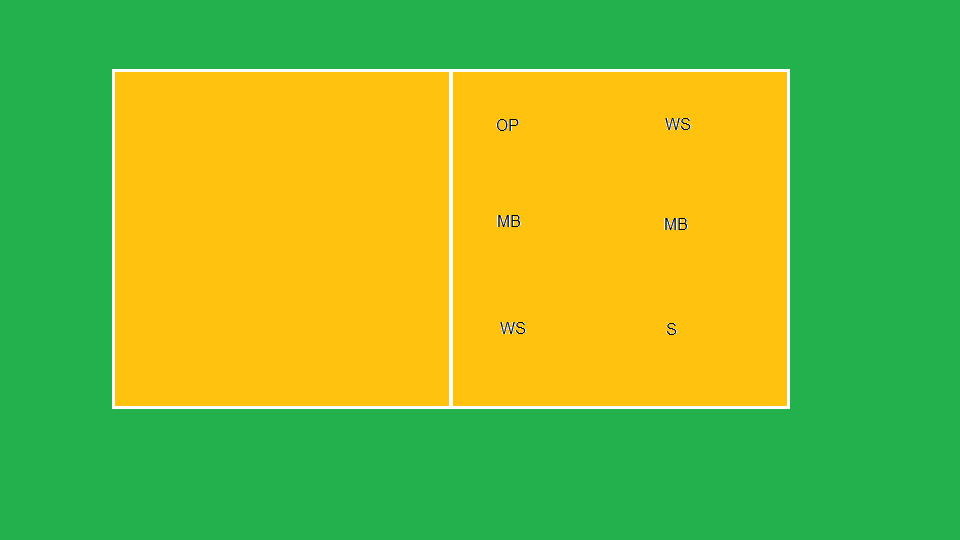
前衛で左から、レフト・センター・ライトが並んでいる

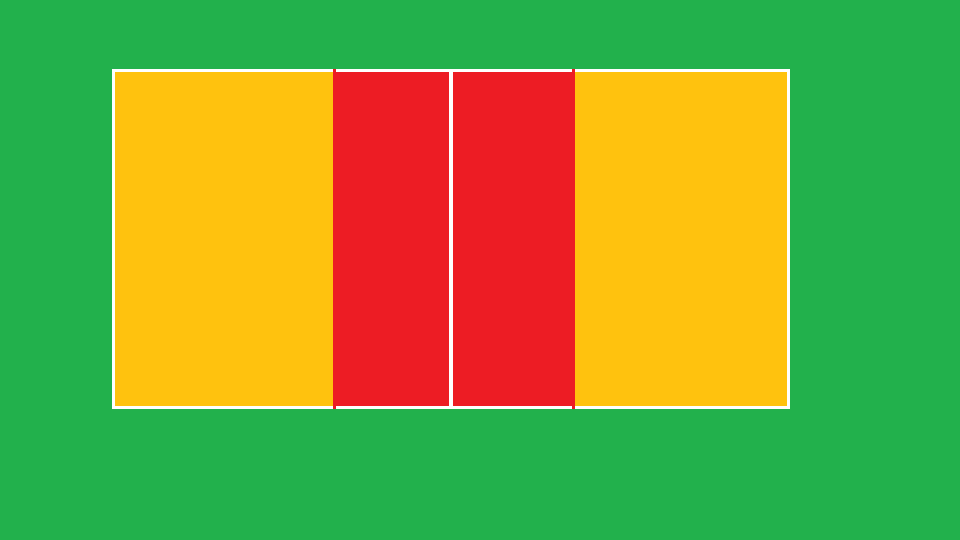
フロント・ゾーン

ファーストサーバー
各チーム1番目のサーバー。サーブを得意とする選手や、後衛からスタートさせたい選手を置くことが多い。
ファースト・テンポ（テンポ１）
アタッカーが先に助走動作を行い、それにセット軌道を合わせることで打たせるアタック。クイックとは異なる概念である。
ファーストレフリー
主審のこと。記事「審判員 (バレーボール)#主審」を参照。
フェイント
ゆるく返球するアタック・ヒットの総称。ブロックの横や後ろのディフェンス側の穴を狙う。
フォア・ヒット
3回のコンタクトで相手チームに返せず、4回目のコンタクトを行った場合。
フォーメーション
守備や攻撃におけるプレーヤーの動き方や並び方のこと。
フォールト
ルール違反のこと。記事「バレーボール#主な反則行為」も参照のこと。
フォロー・スルー
ボールを打った後、振りが停止するまでの腕の動き。
吹かす
サーブやスパイクが打った瞬間、アウトをわかるような打球のこと。
副審
記事「審判員 (バレーボール)#副審」を参照。
プッシュ
フェイントの項を参照。
部長
チームの代表者。Vリーグではスタッフとしてベンチ入りが認められている。
不法な行為
スポーツマン的な態度やフェアプレーの精神にはずれた行為。主審が警告や罰則を与える場合がある。
踏み切り
助走の後、床面を蹴って空中に飛び上がること。
フライングレシーブ
ダイビングレシーブのうち比較的高さのある空中でのレシーブ。
フラッグ・シグナル
線審が持つ旗で判定内容を示すこと。
フリーゾーン
コート以外のエリアのこと。
ブロッカー
ブロックを試みようとするプレーヤー
ブロック
相手のアタック・ヒットをジャンプして空中で防ぐプレーのこと。ブロックは打数のカウントせず（9人制ではカウントされる）、オーバーネットしてもフォールトにならない。
スプレッド・シフト、デディケート・シフト、バンチ・シフト（バンチ・リード・ブロック）などがある。
ブロック・アウト
ブロックされたボールがコート外に落ちラリーが終了すること。アタッカーが意識的にブロック・アウトを狙ってアタック・ヒットする場合がある。
ブロック・フォロー
アタッカーの打ったアタック・ヒットがブロックされるのに備えて、レシーブの体勢に入ること。
フローターサーブ
ボールを無回転で打つサーブのこと。
ブロード攻撃
アタッカーが片足で踏みきり、ジャンプして行う移動攻撃のこと。セッターのライト側1-2mで打つワイド（またはCワイド）とアンテナ付近までトスを伸ばしたLがある。
ブロード・ジャンプ
踏みきり位置から着地点まで距離が長いジャンプのこと。ブロード攻撃やバック・アタックではブロード・ジャンプとなる。
プロトコール
試合開始前、セット間および終了の手順。3セットマッチ、5セットマッチでその手順が異なる。公式ウォームアップなどの時間も定められている。
フロント・オーダー
下図のようなオーダー。前衛でレフト、センター、ライト（オポジット、セッター）が並ぶことからこの名がある。バック・オーダーに比べて6ローテーションによる弱点が多いとされる（S1ローテとS6ローテ）。
フロント・ゾーン
センター・ライン、サイド・ライン、アタック・ラインに囲まれたエリア。ブロックやバック・アタックも含め、後衛のプレーヤーはこのエリア内でジャンプしてネット上部より高い位置にあるボールに触れてはならない。ただしバック・ゾーンで踏み切った場合はこの限りでない。またリベロ・プレーヤーはこのエリア内では、オーバーハンドトスを上げたりブロックジャンプをしてはならない。

## ヘ
平行トス
記事「トス#平行トス」を参照。
ペナルティ・エリア
主審から退場を宣告されたプレーヤーまたはスタッフが座る席。
ペネトレーション・フォールト
オーバー・ネットやパッシング・ザ・センターラインの総称。
ヘルドボール
キャッチ・ボールの旧称

## ホ
ポジショナル・フォールト
サーバーがサーブを打った瞬間に、プレーヤーが正規の位置にいないフォールト。旧称はアウト・オブ・ポジション。
ポジション
- 1.コート・ポジション
  - 前衛3カ所、後衛3カ所の位置。レフト、センター、ライト、バックレフト、バックセンター、バックライト

- 2.プレーヤーポジション
  - プレーヤーがラリー中にいる位置及び役割。

ボール
球状でゴムの中袋を皮革または合成皮革で覆ったもの。シニアの公認大会では公式5号球が使用される。以下の規格が定められている。
- 色 - 均一で明るい色または複数色の組み合わせ
- 直径 - 約21cm
- 円周 - 65-67cm
- 重量 - 260-280g
- 内気圧 - 0.30-0.325kg/cm^2

ポール
支柱の項を参照。
ホールディング
キャッチ・ボールの旧称。
オーバー（オーバーハンドパス）をしているとき弾くのではなく持ってしまう事
ボール・リトリバー
ロスタイムなくサーバーにボールを渡せるように事前準備を行う人。ボールを3個使用して行う試合に置かれる。他のスポーツのボールパーソンとは異なり、定位置にいる。

## マ
マーカー
アンテナの項を参照。
マイナス・テンポ（テンポ０）
ファースト・テンポの中で、アタッカーの踏み切り動作がセット・アップのタイミングに置いてほぼ完了しているアタック。
マッチ・アップ
アタッカーと相手ブロッカーが、スパイク決定するかブロックポイントを取るかを示す様。

## ミ
ミス・コンダクト
不法な行為の項を参照。
ミドルブロッカー
センターポジションでブロッカーとして働き、攻撃ではクイックやブロード攻撃、他プレーヤーのおとりなどを担うプレーヤー。

## モ

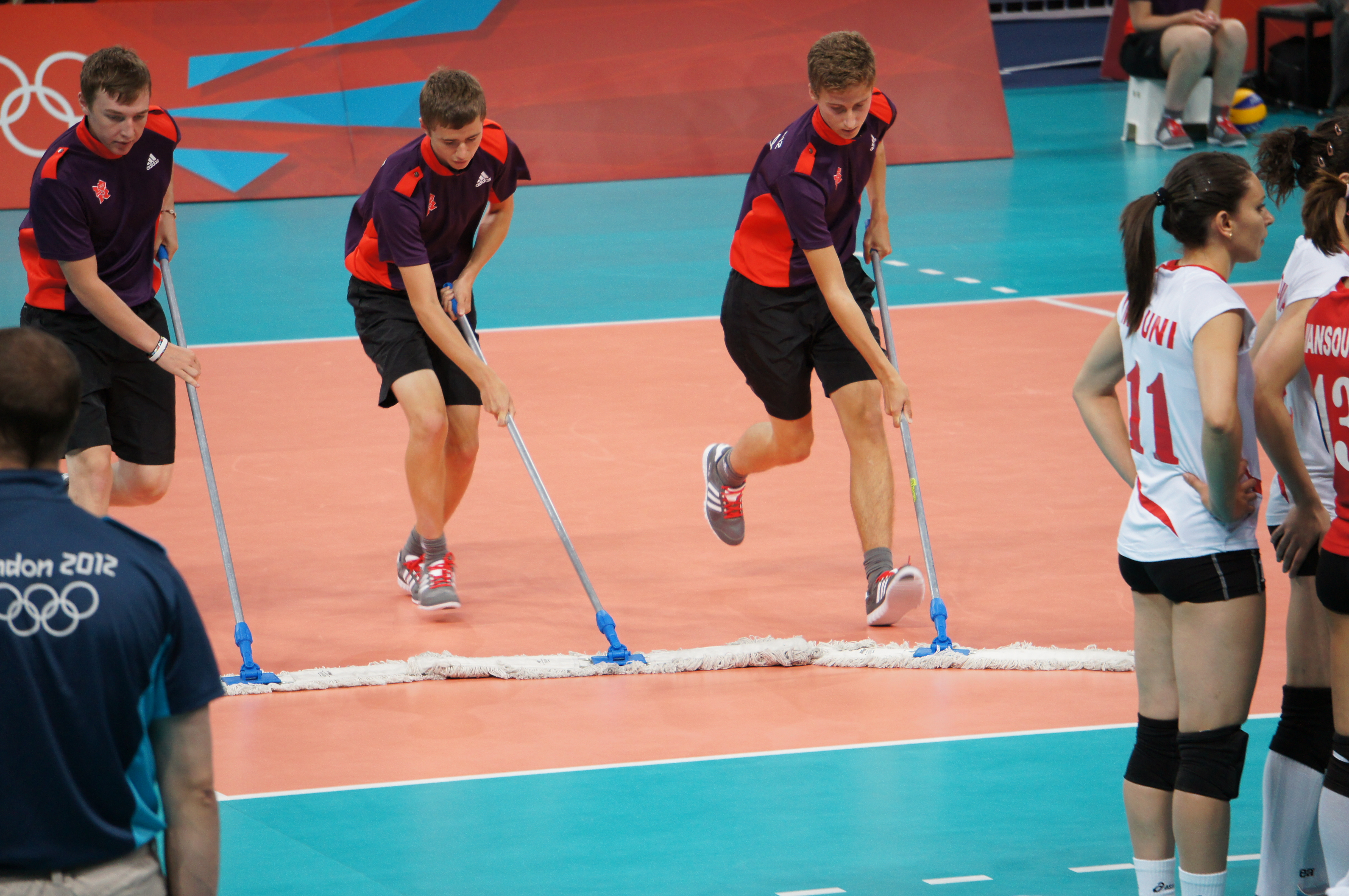
モッパー
濡れたコートを清掃する人。FIVB公認大会やJVA公認大会ではモップを持つモッパー6人とタオルを持つクイックモッパー2名の合計8名で清掃作業にあたる。

## ユ
ユニバーサル
オポジットの項を参照。

## ラ
ライト
エンドラインからネットを見て右側のエリアのこと。
ライト・プレーヤー
オポジットの旧称。
ライン・アップ・シート
各セットの開始前に両チームの監督が副審に提出する、スターティングメンバーをローテーション順に記した用紙のこと。
ラインジャッジ、ラインズマン
線審のこと。記事「審判員 (バレーボール)#線審」を参照。
ラリー
サーブが打たれてから、そのボールが落ちるか、フォールトがあるまでの一連のプレー。
ラリーポイント制
サーブ権の有無にかかわらず、ラリーで勝った場合に得点するシステム。以前はサイドアウト制だったが、1999年FIVBのルール改正によりラリーポイント制が採用されている。

## リ

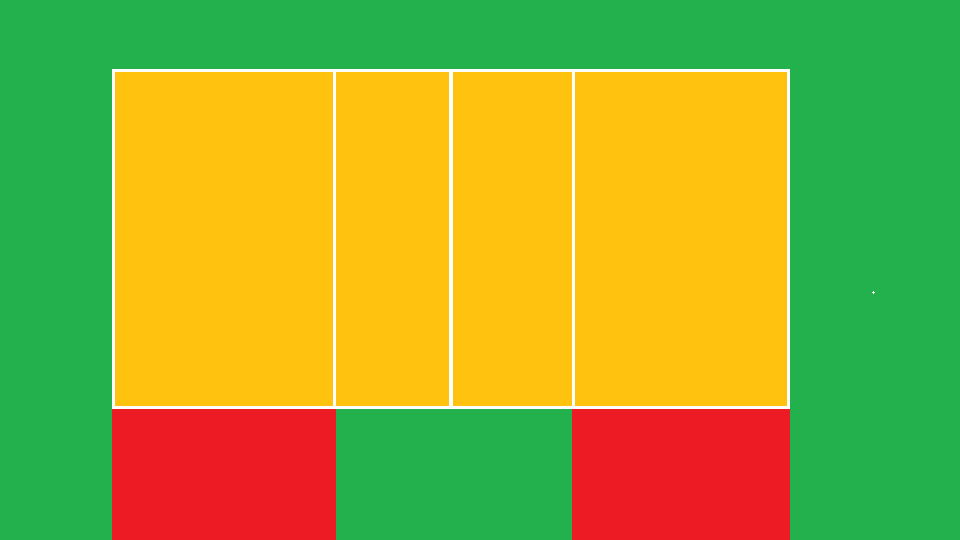
赤色のエリアがリベロ・リプレイスメント・ゾーン

リード・ブロック
相手のセットや状況を確認して反応するブロックの飛び方。
リバウンド
アタッカーが相手のブロックにボールを故意に当てて、自陣にボールが帰ってくること。
リベロ・プレーヤー
記事「リベロ (バレーボール)」を参照。
リベロ・リプレイスメント・ゾーン
リベロ・プレーヤーと一般プレーヤーとが交代してよいエリアのこと。
リリーフサーバー
途中交代してサーブするプレーヤー。そのまま守備固めやバック・アタック要員で残る場合がある。旧来はピンチサーバーと呼ばれてきた。

## レ
レシーバー
レシーブするプレーヤー。もしくはレシーブ要員。記事「レシーバー (バレーボール)」を参照。
レシーブ
相手陣から来るボールを受ける動作。サーブを受けるレセプションや、スパイクを受けるディグ（ワンハンドレシーブ・ダイビングレシーブ・スライディングレシーブ・フライングレシーブ・パンケーキなどを含む）などの総称。
レシーブエース
相手のスパイクをレシーブしたボールが直接相手コートに返り得点となること。
レセプション
相手陣から打たれたサーブを受ける動作。
レッドカード
主審から単独でレッドカードを示された場合、退場となりそのセットは出場できない。
主審からイエローカードとレッドカードを同時に示された場合、失格となりその試合は出場できない。
レフト
エンドラインからネットを見て左側のエリアのこと。
レフト・プレーヤー
アウトサイドヒッターの旧称

## ロ

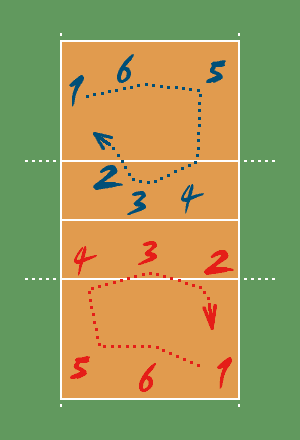
ローテーション
サイドアウトするたびに、時計回りでプレーヤーが移動すること。

## ワ
（トスが）割れる
スパイカーに上げたセットボールがネットから離れた方向に行ってしまうこと。
（ブロックが）割れる
複数ブロッカーの手が揃わないで、アタック・ヒットされたボールが抜かれる可能性があること。
ワンセッター
コート内6人のプレーヤーのうち、1人をセッターとする編成。
ワンタッチ
ブロッカーの手にボールが当たること。ブロック・アウトした場合にも使われる。
ワンハンドトス
記事「トス#ワンハンドトス」を参照。
ワンハンドレシーブ
片手でのレシーブ。
ワンポイントブロッカー
ブロック強化のために、セット途中で主にセッターと交代して出場するプレーヤーのこと。
ワンレグ攻撃
ブロード攻撃と同じ。

## A
Aクイック
セッターの位置からレフト側1m以内で打つクイック攻撃のこと。
Aパス
セッターのセットアップ定位置に戻ったレセプション。セッターはすべてのアタック・ヒットが選択できる。
AVC
アジアバレーボール連盟の略称。

## B
Bクイック
セッターの位置からレフト側1-3m程度で打つクイック攻撃のこと。
Bパス
セッターのセットアップ定位置から半径1-2m以内に戻ったレセプション。セッターはほぼすべてのアタック・ヒットが選択できる。
Bick
ビックの項を参照。

## C
Cクイック
セッターの位置からライト側1m以内で打つクイック攻撃のこと。

## D
Dクイック
セッターの位置からライト側1-2m程度で打つクイック攻撃のこと。

## F
FIVB
国際バレーボール連盟の略称。

## G
<グループスクリーンの反則>
2人以上のプレーヤーの後方にかくされたサービスボールが、そのプレーヤーの上を通って相手コートに入った時。

## J
JVA
日本バレーボール協会の略称。
JVL
日本バレーボールリーグ機構（通称:Vリーグ機構）の略称。

## L
L
リベロの略語

## M
MB
ミドルブロッカーの略語。
MB1（エムビーワン）
通常（6人のうち）2人置かれるミドルブロッカーを1人に減らし、代わりに対角にウイングスパイカーを配置すること。

## O
OH
アウトサイドヒッターの略語。
OP
オポジットの略語。
OQT
オリンピック世界最終予選

## S
S
セッターの略語。

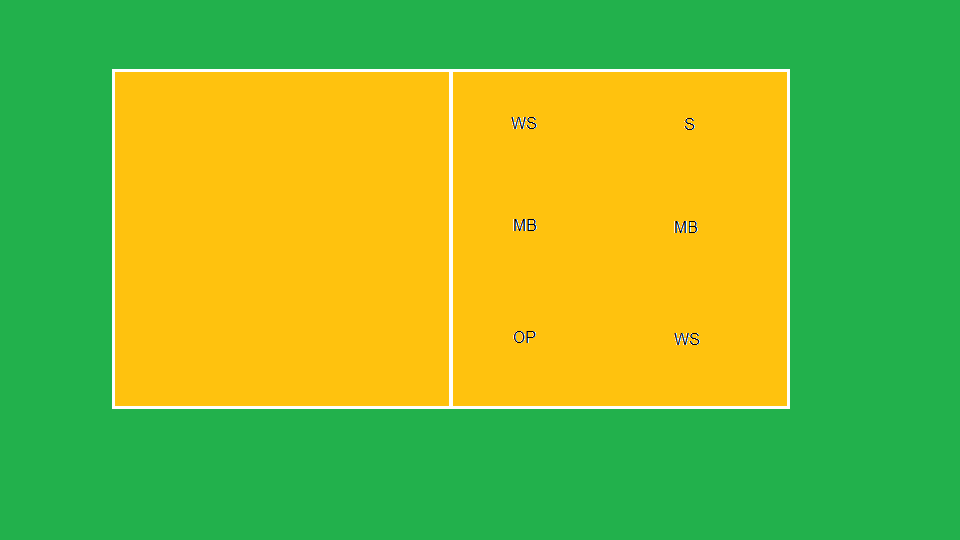
S1ローテ
セッターがどの位置にいるローテーションかを示す略語。数字はサーブ順を意味し、S1ローテならセッターがサーバーの位置（後衛ライト）にいるローテーションのこと。S6ローテはセッターが後衛センター、S3ローテはセッターが前衛センターにいるローテーションを指す。

## V
VBC
バレーボールクラブの略。

## W
WS
ウィングスパイカーの略語。

## 1
1枚半
一方のブロッカーが追いつかず二枚ブロックが完成しない状態のブロック。

## 3
3セットマッチ
試合で2セット先取したチームが勝ちとなる試合形態。
3枚ブロック
三枚ブロックを参照。

## 5
5セットマッチ
試合で3セット先取したチームが勝ちとなる試合形態。